# Le Diabolique M. Benton
Pour plus de détails, voir Fiche technique et Distribution.
Le Diabolique M. Benton (titre original : Julie) est un film américain réalisé par Andrew L. Stone, sorti en 1956.

## Fiche technique
- Titre : Le Diabolique M. Benton
- Titre original : Julie
- Réalisation : Andrew L. Stone
- Scénario : Andrew L. Stone
- Photographie : Fred Jackman Jr.
- Montage : Virginia L. Stone
- Musique : Leith Stevens
- Producteur  : Martin Melcher (en)
- Société de production : Arwin Productions et MGM
- Pays de production : États-Unis
- Langue : anglais
- Format : Noir et blanc - Son : Mono (Westrex Recording System)
- Genre : Thriller
- Durée : 99 minutes
- Date de sortie : 
  - États-Unis : 17 octobre 1956

## Distribution
- Doris Day : Julie Benton
- Louis Jourdan : Lyle Benton
- Barry Sullivan : Cliff Henderson
- Frank Lovejoy : Détective Lt. Pringle
- Jack Kelly : Jack (copilote)
- Ann Robinson : Valerie
- Barney Phillips : Docteur
- Jack Kruschen : Détective Mace
- John Gallaudet : Détective Sgt. Cole
- Carleton Young : Fonctionnaire de tour de contrôle d'aéroport
- Hank Patterson : Ellis
- Ed Hinton : Capitaine du Vol 36
- Harlan Warde : Détective Pope
- Aline Towne : Denise Martin
- Eddie Marr : Fonctionnaire de Compagnie aérienne
- Joel Marston : Mécanicien de Garage
- Mae Marsh : Passagère Hystérique
- Marjorie Stapp : secrétaire de Cliff (non créditée)